# Bizantsko-osmanski ratovi
Bizantsko-osmanski ratovi bili su niz odlučujućih sukoba između osmanskih Turaka i bizantskih Grka i njihovih saveznika koji su doveli do konačnog uništenja Bizantskog Carstva i uspona Osmanskog Carstva. Bizant, koji je već bio u slabom stanju čak i prije podjele svog Carstva nakon Četvrtog križarskog rata, nije se uspio u potpunosti oporaviti pod vladavinom dinastije Paleologa. Stoga su se suočavali sa sve katastrofalnijim porazima protiv Osmanlija, naposljetku izgubivši Konstantinopol 1453., čime su sukobi službeno okončani (međutim, nekoliko bizantskih povlačenja trajalo je do 1479.).
Iskoristivši situaciju, seldžučki Rumski Sultanat počeo je otimati teritorije u zapadnoj Anatoliji, sve dok Nicejsko Carstvo nije uspjelo odbiti Turke Seldžuke s preostalih teritorija koji su još bili pod bizantskom vlašću. Naposljetku je Nicejsko Carstvo 1261. ponovno preuzelo Konstantinopol od Latinskog Carstva. Položaj Bizantskog Carstva u Europi ostao je neizvjestan zbog prisutnosti rivala u Epiru, Srbiji i Bugarskoj. Ovo, u kombinaciji s opadajućom moći Rumskoga Sultanata (glavnog rivala Bizanta u Maloj Aziji) dovelo je do uklanjanja trupa iz Anatolije kako bi se održao stisak Bizanta nad Trakijom.
Propadanje Rumskog Sultanata donijelo je neočekivanu nestabilnost na anatolsku granicu, jer su plemići poznati kao gazije počeli osnivati feude na račun Bizantskog Carstva. Dok su mnogi turski begovi sudjelovali u osvajanju bizantskog i seldžučkog teritorija, teritoriji pod kontrolom jednog takvog bega, Osmana I., predstavljali su najveću prijetnju Niceji i Konstantinopolu. Unutar 90 godina nakon što je Osman I. uspostavio osmanski bejlik, Bizant je izgubio sav svoj anatolski teritorij i do 1400. bizantski utjecaj protezao se samo do Moreje, nekoliko egejskih otoka i pojasa zemlje u Trakiji u neposrednoj blizini glavnog grada. Bitka kod Nikopolja 1396., Bitka kod Angore 1402. i križarski rat u Varni 1444. omogućili su uništenom Konstantinopolu da spriječi poraz dok konačno nije pao 1453. Nakon što su zauzeli grad, osmanska prevlast u istočnom Sredozemlju bila je uglavnom osigurana.